# Чорна річка (геологічний заказник)
Чорна річка — геологічний заказник республіканського значення у каньйоні річки Чорної (Чорунь). Каньйон оголошено 1947 пам'яткою природи, 1974 геологічним заказником республіканського значення. Розташований на території Балаклавського району Севастополя АР Крим у складі ландшафтного заказника державного значення «Байдарський», створеного 31 травня 1990 року.

## Загальні відомості
Землекористувачем теренів заказника є Державне підприємство «Севастопольське дослідне лісомисливське господарство». Заказник розташовано на теренах Чорноріченського лісництва. Найближче розміщеними населеними пунктами є села Широке (крим. Büyük Muskomiya) і Чорноріччя (крим. Çorğuna, Чоргъуна).
Площа заказника 150 гектар. Розміщений у західній низькогірній частині Головного пасма Кримських гір у каньйоні річки Чорної, що має довжину 41 км і є другою за повноводністю річкою Криму. Ширина каньйону 15-20 метрів при глибині річки 1,5-2 метри скель до декількох десятків метрів. По течії річки Чорної 1956 створили найбільше в Криму Чорнорічинське водосховище об'ємом 64,2 млн м³ для постачання питною водою Сімферополя. Гребля водосховища збудована перед каньйоном, через що з цієї сторони його 2 км потрапили у захисну зону водосховища. З 1990 каньйон став частиною Байдарського заказника, створеного для захисту водозабору річки Чорної.

## Опис
Заповідник створено для захисту 12-кілометрового каньйону річки Чорної, що розпочинається наприкінці Байдарської долини (крим. Baydar uva) неподалік підніжжя гори Кизил-Кая (Червона Скеля), чия висота виносить близько 50 м. Якщо на початку каньйону висота навколишніх гір становить 578,8 м/ 592,5 м н . р. м. то наприкінці 262 м / 263 м н. р. м. При вході до каньйону середня витрата води становить 1.94 м³/сек. У глибокому вузькому каньйоні пролягає звивисте русло річки, яка пробила у верхньоюрських вапнякових скелях прохід з чисельними виступами, нішами, важкопрохідними перекатами, каскадами, навалами кам'яних брил, що чергуються з заплавами. Вздовж крутих берегів каньйону йдуть виходи скельної породи, покриті на більш пологих місцях тонким шаром ґрунту. У період повеней, затяжних дощів каньйон на всю ширину заповнюють бурхливі водяні потоки, через що його називають зменшеним «Кримським Дар'ялом». У верхній частині каньйону прохідним є лише лівий берег і навколо русла розміщені заплавні луки — Мельникова поляна під горою Ісар-Кая, Партизанська поляна, за якою йде різке звуження скельних берегів. У цьому місці прямовисні скелі підходять до русла річки і не залишають місця навіть для стежки, роблячи цю частину каньйону непрохідною. Звуження скельних берегів простягається до першого повороту річки біля Воріт, де впадає притока Ялтауз. Там прохідним стає правий берег, де посеред каньйону розміщена печера Шайтан_Коба. У ній виявлено сліди перебування первісної людини. Після Воріт можна пересуватись безпечно вздовж русла. Вхід до каньйону заборонений з міркувань безпеки.
На схилах каньйону росте бук (Fagus orientalis Lipsky), ялівець (Juniperus), верба (Salix L.), папоротник (Polypodiopsida), бруслина (Euonymus europaeus), занесеною до Червоної книги України, мохи (Bryophyta), лишайники (Lichenes). У заводях трапляється очерет (Phragmites cumunis), півники болотні (Iris pseudacorus).

## Галерея

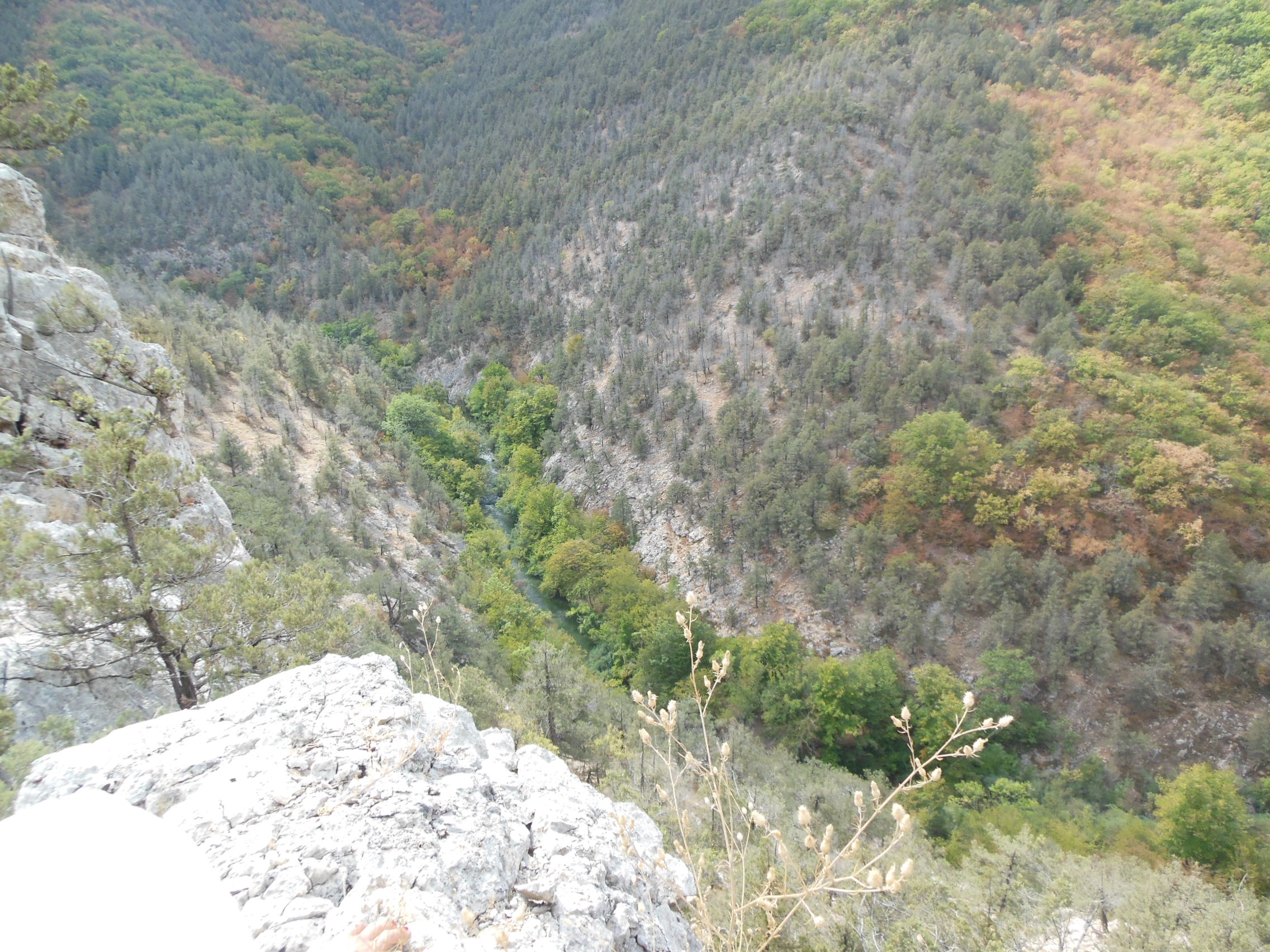
Чорноріченський каньйон
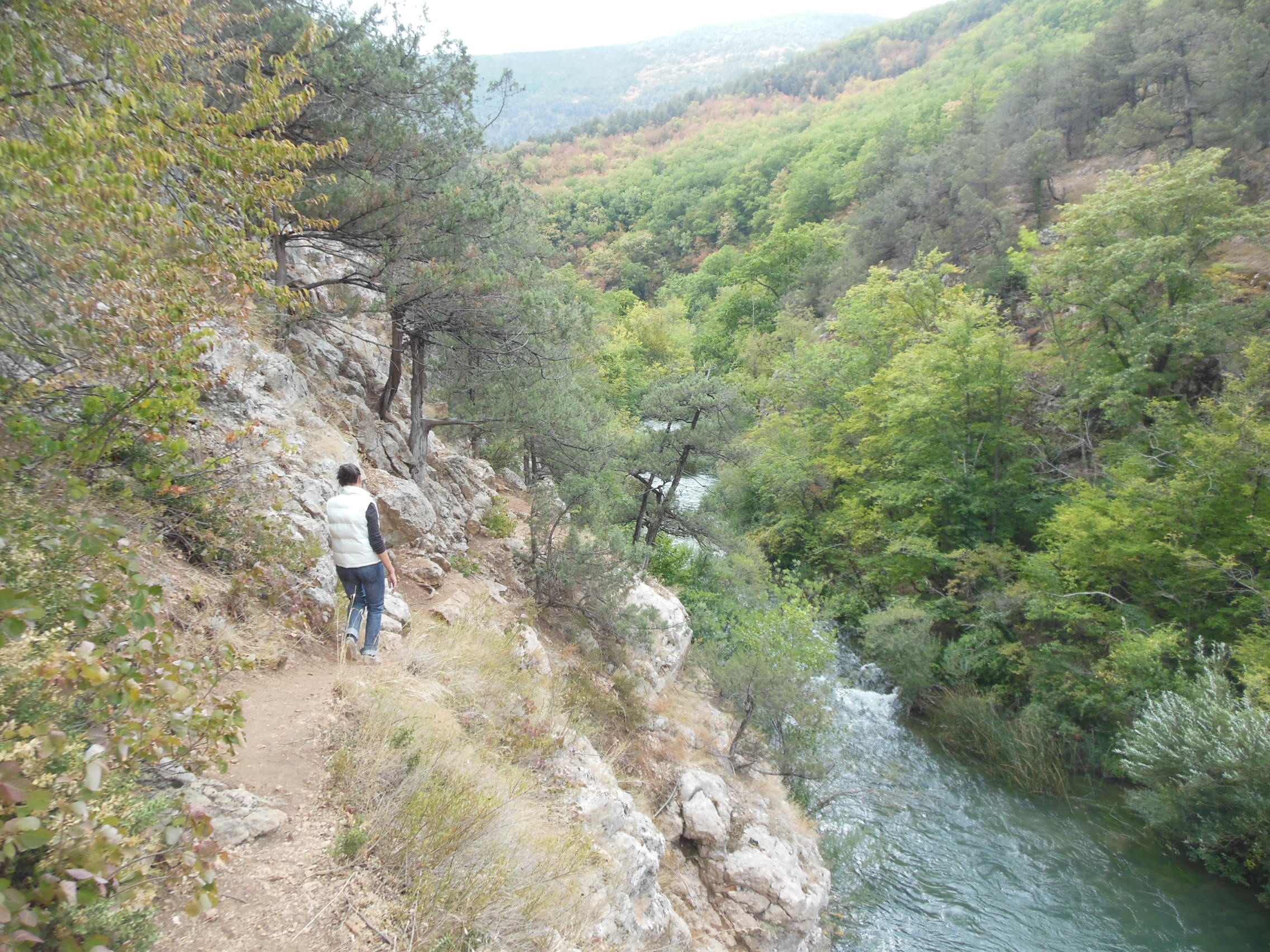
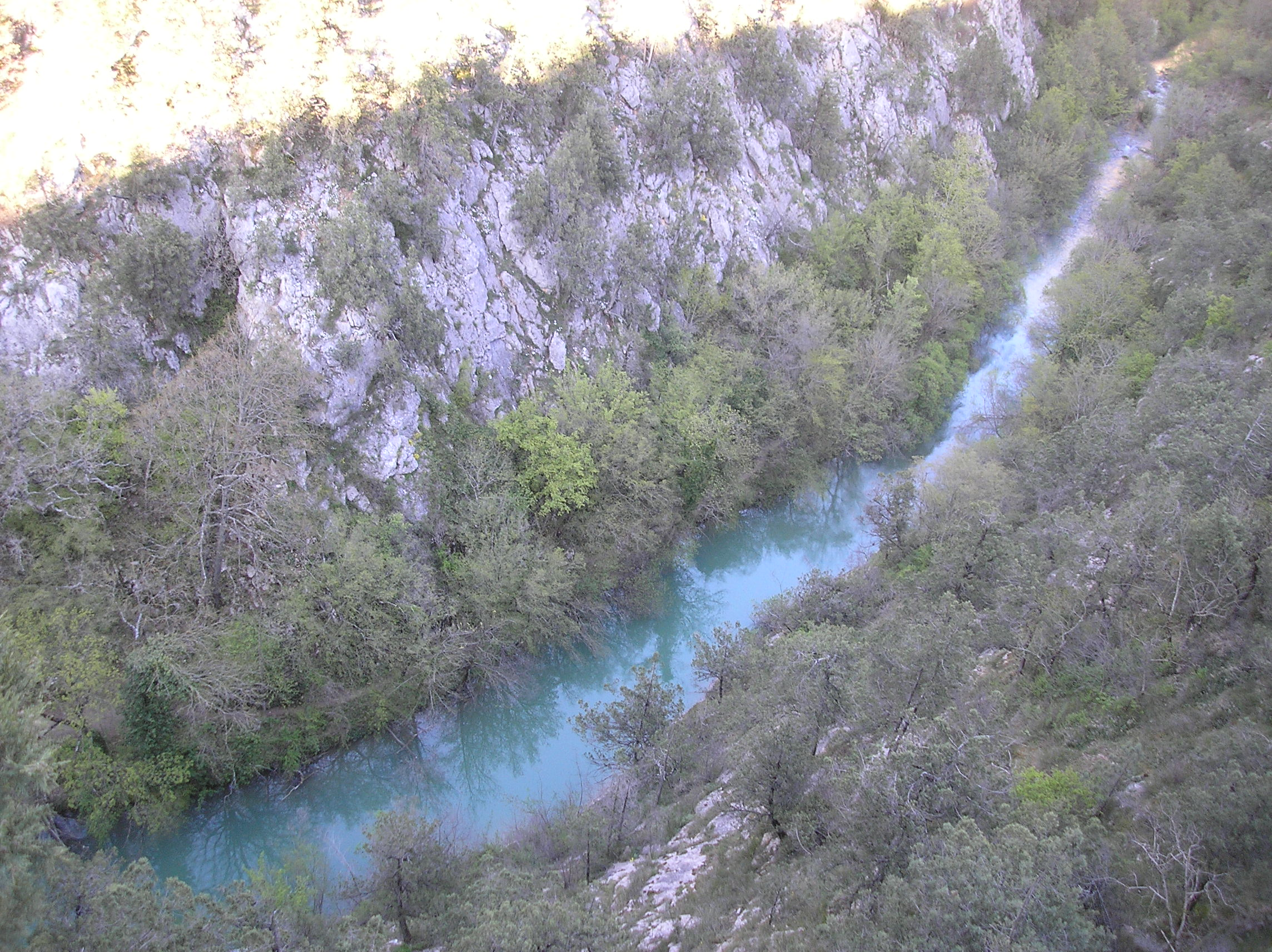
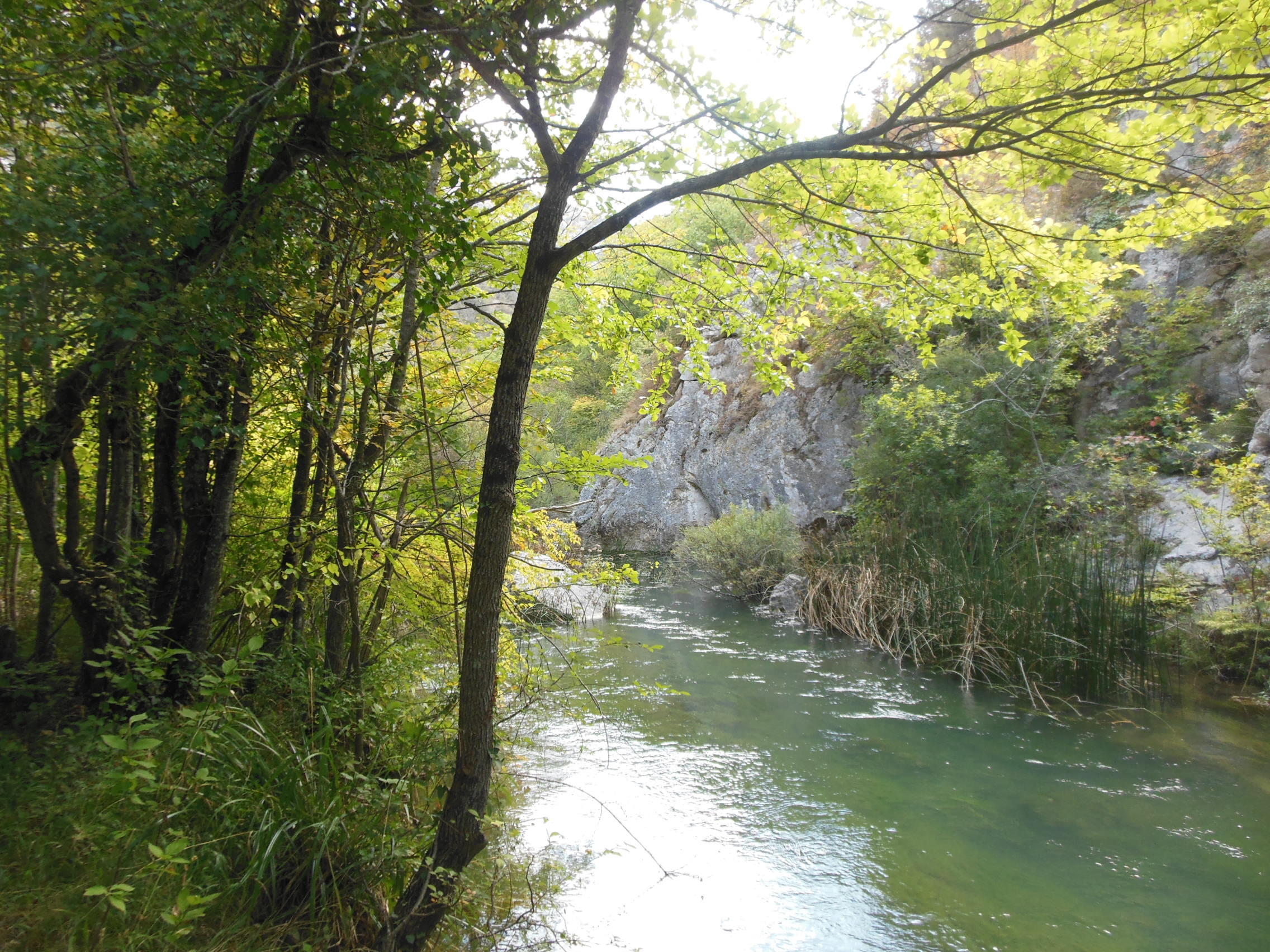
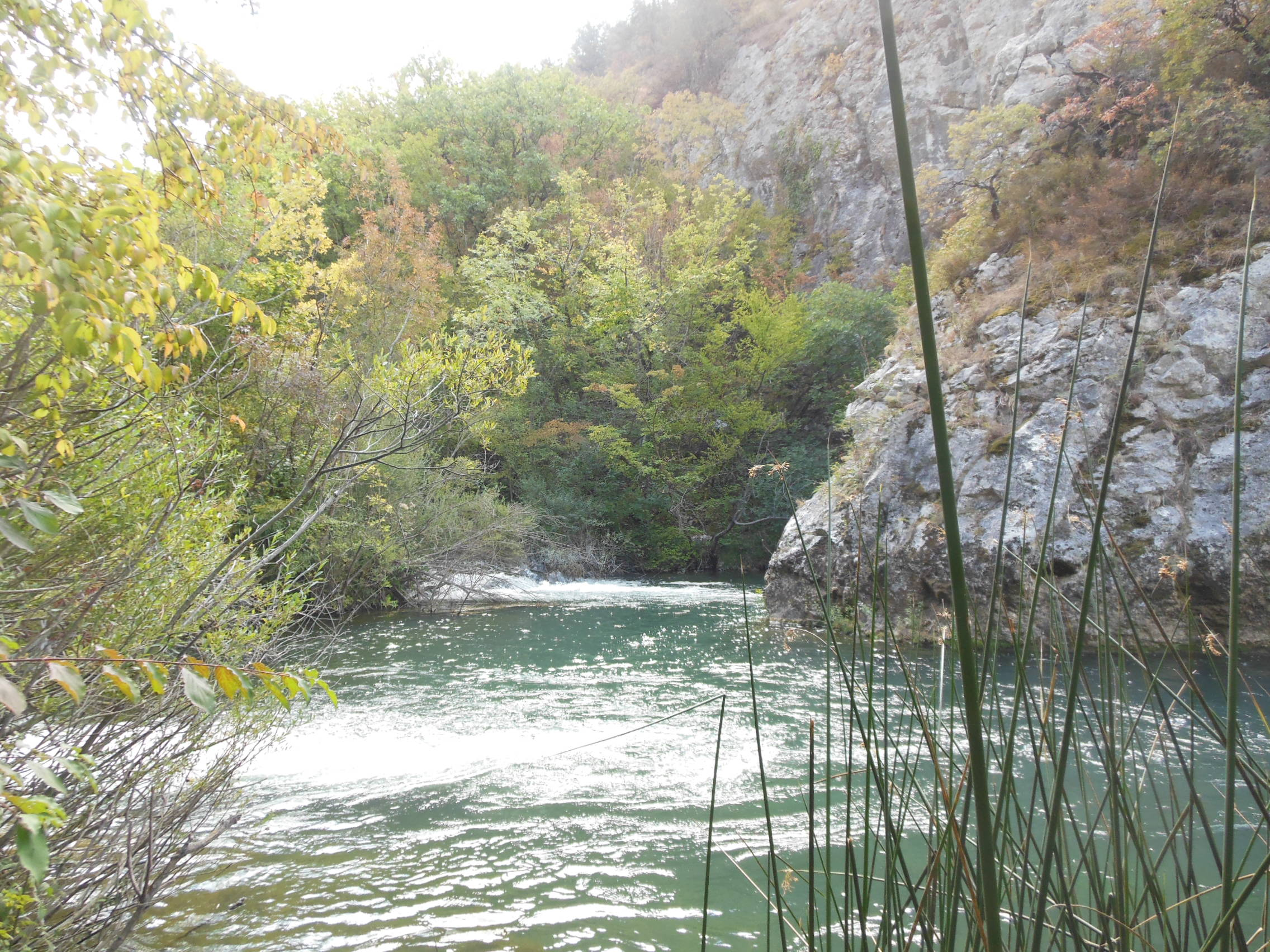